# Kościół Podwyższenia Krzyża Świętego w Karwinie
Kościół pw. Podwyższenia Krzyża Świętego w Karwinie – katolicki kościół filialny znajdujący się w Karwinie (gmina Drezdenko). 

## Historia
Szachulcowy, salowy kościół, kryty stropem belkowym stoi na wschodnim skraju wsi, na skraju doliny Rudawy. Wybudowano go w latach 1778-1795, o czym świadczy m.in. ta druga data na chorągiewce wieżowej, choć może to też być data remontu (niektóre źródła mówią o zbudowaniu go w roku 1711). Stanął zapewne na miejscu świątyni wcześniejszej i początkowo miał bryłę całkowicie jednolitą. 

### Po II wojnie światowej
1 czerwca 1952 kościół poświęcono jako katolicki. W 1971 nastąpiła ponowna konsekracja i zmiana przynależności z parafii w Drezdenku, na parafię w Niegosławiu. Zmieniono też wezwanie ze Świętego Ducha na obecne. Od 1974 kościół obsługują kanonicy laterańscy (regularni). W latach 80. XX wieku wymieniono w obiekcie stolarkę (okna i drzwi). Generalny remont przeprowadzono natomiast w latach 1992-1993. 

## Architektura
Jest to obiekt na planie prostokąta z dobudowanymi potem dwiema również prostokątnymi kruchtami, kryty dachem dwuspadowym, który nad prezbiterium przechodzi w nakrycie wielospadowe.  

## Wyposażenie
Cenne są ludowe malowidła wewnątrz, z dominującym motywem wici roślinnej, a także umeblowanie z epoki baroku, pochodzące być może z poprzedniego kościoła. Wyjątkowe dla regionu są oryginalne ławki dla wiernych oraz ława kolatorska, przeznaczona dla wydzielonej elity wiejskiej. 

## Otoczenie
U stóp wzgórza kościelnego stoi pomnik upamiętniający partyzantów Puszczy Noteckiej.